# كلوديا ماسون
كلوديا ماسون (بالإنجليزية: Claudia Mason)‏ هي عارضة وممثلة أمريكية، ولدت في 9 مارس 1973 في نيويورك في الولايات المتحدة.

## وصلات خارجية
- كلوديا ماسون على موقع IMDb (الإنجليزية)
- كلوديا ماسون على موقع قاعدة بيانات الفيلم (الإنجليزية)